# Amt Hagenow-Land
La comunità amministrativa di Hagenow-Land (Amt Hagenow-Land) si trova nel circondario di Ludwigslust-Parchim nel Meclemburgo-Pomerania Anteriore, in Germania.

## Suddivisione
Comprende 19 comuni:
1. Alt Zachun (347)
2. Bandenitz (513)
3. Belsch (222)
4. Bobzin (254)
5. Bresegard bei Picher (283)
6. Gammelin (481)
7. Groß Krams (177)
8. Hoort (600)
9. Hülseburg (165)
10. Kirch Jesar (641)
11. Kuhstorf (727)
12. Moraas (485)
13. Pätow-Steegen (416)
14. Picher (621)
15. Pritzier (473)
16. Redefin (553)
17. Strohkirchen (306)
18. Toddin (906)
19. Warlitz (459)

Il capoluogo è Hagenow, esterna al territorio della comunità amministrativa.